# Приречені на щастя
«Приречені на щастя» — науково-фантастичний роман українського радянського письменника Валентина Чемериса, опублікований 1985 року.

## Сюжет
У 2115 році людство вирушає у свою першу подорож до найближчої зорі — Альфа Центавра. Після 7 років польоту мандрівники на кораблі «Геліос» відкривають землеподібну планету, яку називають Леонією (на честь космонавта Леонова). Починаються дослідження, висадки, човник вивчає навколишнє середовище, але з невідомих причин через 27 днів трапляється катастрофа. «Геліос» гине, а на планеті залишаються двоє астронавтів, чоловік і жінка, на ім'я Адам та Єва відповідно. Згодом виявляється, що знайомі вони ще задовго до експедиції, потайки були взаємно закохані. Атмосфера планети підходить для дихання, там є океани, гори, рівномірний клімат без різких коливань температури та бур; лише вулканічна активність. На планеті присутні аналоги земних рослин і тварин: чайок, мідій, ведмедів, хлібних дерев і т. д.
Адам — геолог, який добре розбирається в мінералах, Єва — лікар, психолог. Він відразу після катастрофи залишається веселим та безтурботним. У той же час Адам підтримує Єву, яка демонструє власну капризливість та емоційну нестабільність. Вони вирішують, що на Землі через 7 років дізнаються про загибель «Геліоса» (стільки мав би тривати політ назад) та надішлють рятувальну експедицію, що летітиме ще 7 років. Оскільки тривалість життя людей майбутнього складає близько 150 років, це прийнятний термін.
Адам і Єва виживають, збираючи плоди та молюсків, потім Адам знаходить родовище міді. Геолог вирішує створити бронзу для знарядь, але від задуму доводиться відмовитися через хворобу Єви. В гарячці їй ввижається змій. Потім Адаму таки вдається отримати бронзу та зробити стріли для полювання, і відбити напад ведмедя. На річницю перебування на Леонії Адам встановлює пам'ятний стовп. Адам і Єва вирішують одружитися.
Згодом Адам і Єва переймаються тим, що вони, можливо, не єдині розумні істоти на Леонії. З ними трапляється серія зустрічей із «чорним привидом», які їм не вдається раціонально пояснити. Потім у Адама і Єви народжується син, якого теж називають Адамом. Батьки розповідають йому про Землю та інших людей. Пізніше родині доводиться покинути свою печеру через пробудження вулкана поблизу. Адам зникає у вулканічній тріщині.
Єва з сином лишаються самі. Єва вчиться полювати та майструвати. Одного разу вони зустрічають змію-медузу, що набуває подоби жінки. Істота називає себе представником Великого Кільця Змії, в якому існує абсолютно щасливе суспільство. Вона каже, що може створити нового Адама на основі спогадів Єви. Проте Єва відмовляється, бо це буде не справжній Адам. Вона також вирішує, що не повернеться на Землю, коли звідти прилетить наступний корабель, а лишиться на Леонії з сином, щоб будувати з колоністами нову, леонійську, цивілізацію. Несподівано на Єву нападає ведмідь і вона готується захищати себе та сина, лишаючи фінал відкритим.